# 275P/Hermann
275P/Hermann, komet Jupiterove obitelji.